# Bộ trưởng Bộ Quốc phòng Anh
Bộ trưởng phụ trách Quốc phòng Ủy nhiệm Quốc chủ Bệ hạ (tiếng Anh: Her/His Majesty's Principal Secretary of State for Defence) còn được gọi Bộ trưởng Quốc phòng (Defence Secretary) là chức vụ cao cấp của Chính phủ Quốc chủ Bệ hạ và lãnh đạo Bộ Quốc phòng (MoD).
Chức vụ được xác định trong Nội các Liên hiệp, và người đang nắm giữ là Ben Wallace từ tháng 7/2019.
Chức vụ được thành lập năm 1964 là sự kế nhiệm của Bộ trưởng Bộ Hiệp đồng Quốc phòng (Minister for Coordination of Defence) (1936–1940) và Bộ Quốc phòng Anh (1947–64). Chức vụ thiết lập để thay thế cho Bộ trưởng Bộ Hải quân (First Lord of the Admiralty), Bộ trưởng Bộ Chiến tranh (Secretary of State for War), và Bộ trưởng Bộ Không quân (Secretary of State for Air), khi Bộ Hải quân, Bộ Chiến tranh và Bộ Không quân sát nhập vào Bộ Quốc phòng (Bộ trưởng Bộ Chiến tranh không còn là chức vụ Nội các từ 1946, với chức vụ mới thành lập cấp nội các Bộ trưởng Bộ Quốc phòng).

## Danh sách chức vụ

### Bộ trưởng Bộ Hiệp đồng Quốc phòng (1936–1940)
Chức vụ Bộ trưởng Bộ Hiệp đồng Quốc phòng là thành viên cấp nọi các được thành lập từ năm 1936 với nhiệm vụ giám sát và phối hợp tái vũ trang cho quốc phòng Liên hiệp Anh.
Chức vụ được thành lập bởi Thủ tướng Stanley Baldwin để đáp lại những lời chỉ trích rằng các lực lượng vũ trang của Anh kém hơn so với lực lượng của Đức Quốc xã. Cuộc vận động đứng đầu bởi Winston Churchill và nhiều người dự đoán ông sẽ trở thành tân bộ trưởng, gần như mọi nhân vật cấp cao khác trong Chính phủ Quốc gia cũng được các chính trị gia và các nhà bình luận suy đoán. Tuy nhiên, Baldwin đã lựa chọn Tổng chưởng lý Ngài Thomas Inskip, việc này đã gây ra bất ngờ trên diện rộng. Một bình luận nổi tiếng nói về việc bổ nhiệm Inskip "Đây là sự bổ nhiệm đáng nhạo báng nhất từ thời Caligula đưa con ngựa của ông làm quan chấp chính". Sự bổ nhiệm đường thời được coi là một dấu hiệu thận trọng của Baldwin, người không muốn bổ nhiệm một người như Churchill người sẽ được các thế lực nước ngoài hiểu như một dấu hiệu chuẩn bị cho chiến tranh của Vương quốc Anh, cũng như mong muốn tránh có một bộ trưởng gây tranh cãi và cực đoan.
Năm 1939 Inskip được thay thế bằng Đệ nhất Quân khanh Hải quân Huân tước Chatfield. Khi Thế chiến thứ hai nổ ra, tân Thủ tướng Neville Chamberlain thành lập Nội các Chiến tranh nhỏ và dự kiến Chatfield sẽ trở thành người phát ngôn của bộ ba quân chủng,Bộ trưởng Bộ Chiến tranh, Bộ trưởng Bộ Hải quân và Bộ trưởng Bộ Không quân; tuy nhiên, cân nhắc vấn đề chính trị cả ba bộ trưởng được đưa vào Nội các, và Chatfield trở nên dư thừa. Trong tháng 4/1940 chức vụ chính thức và chuyển chức năng cho Bộ trưởng khác.
| Chân dung                                        | Chân dung | Tên (sinh–mất)                                                                                   | Nhiệm kỳ        | Nhiệm kỳ        | Đảng                       | Nội các                               | Nội các |
| ------------------------------------------------ | --------- | ------------------------------------------------------------------------------------------------ | --------------- | --------------- | -------------------------- | ------------------------------------- | ------- |
|                                                  |           | Quý ngài rất đáng kính Ngài Thomas Inskip CBE KC Đại biểu Fareham (1876–1947)                    | 13 tháng 3 1936 | 29 tháng 1 1939 | Bảo thủ                    | Quốc gia III (Bảo thủ–Lao động–Tự do) |         |
| Quốc gia IV (Bảo thủ–Công Quốc–Tự do)            |           | Quý ngài rất đáng kính Ngài Thomas Inskip CBE KC Đại biểu Fareham (1876–1947)                    | 13 tháng 3 1936 | 29 tháng 1 1939 | Bảo thủ                    |                                       |         |
|                                                  |           | Quý ngài rất đáng kính Ernle Chatfield Đệ nhất Nam tước Chatfield GCB OM KCMG CVO PC (1873–1967) | 29 tháng 1 1939 | 3 tháng 4 1940  | Không đảng phái (Quốc gia) |                                       |         |
| Chamberlain Chiến tranh (Bảo thủ–Lao động–Tự do) |           | Quý ngài rất đáng kính Ernle Chatfield Đệ nhất Nam tước Chatfield GCB OM KCMG CVO PC (1873–1967) | 29 tháng 1 1939 | 3 tháng 4 1940  | Không đảng phái (Quốc gia) |                                       |         |

### Bộ trưởng Quốc phòng (1940–1964)
Chức vụ Bộ trưởng Bộ Quốc phòng (Ministers of Defence) chịu trách nhiệm điều phối quốc phòng và an ninh từ khi được thành lập năm 1940 tới khi kết thúc năm 1964. Chức vụ có cấp Nội các và thường được xếp trên bộ ba quân chủng, tuy nhiên, một số vẫn tiếp tục ở trong nội các.
Khi được bổ nhiệm làm Thủ tướng tháng 5/1940, Winston Churchill đã thành lập và đảm nhiệm chức vụ này. Chức vụ này được thiết lập để đáp lại những lời chỉ trích trước đó rằng không có bộ trưởng rõ ràng nào chịu trách nhiệm truy tố về việc Thế chiến II. Năm 1946, chức vụ cấp nội các duy nhất đại diện cho quân sự, với bộ ba quân chủng – Bộ trưởng Bộ Hải quân, Bộ trưởng Bộ Chiến tranh, và Bộ trưởng Bộ Không quân, bây giờ trực thuộc Bộ trưởng Bộ Quốc phòng.
| Chân dung                          | Chân dung   | Tên (sinh–mất) | Nhiệm kỳ         | Nhiệm kỳ         | Đảng                | Nội các                                 | Nội các |
| ---------------------------------- | ----------- | --- | ---------------- | ---------------- | ------------------- | --------------------------------------- | ------- |
|                                    |             | Quý ngài rất đáng kính Winston Churchill CH TD FRS Đại biểu Epping (1874–1965)                                                  | 10 tháng 5 1940  | 27 tháng 7 1945  | Bảo thủ             | Churchill Chiến tranh (Tất cả các đảng) |         |
| Churchill Lâm thời (Bảo thủ–Tự do) |             | Quý ngài rất đáng kính Winston Churchill CH TD FRS Đại biểu Epping (1874–1965)                                                  | 10 tháng 5 1940  | 27 tháng 7 1945  | Bảo thủ             |                                         |         |
|                                    |             | Quý ngài rất đáng kính Clement Attlee CH Đại biểu Limehouse (1883–1967)                                                         | 27 tháng 7 1945  | 20 tháng 12 1946 | Công đảng           | Attlee (I & II)                         |         |
|                                    |             | Quý ngài rất đáng kính A. V. Alexander CH Đại biểu Sheffield Hillsborough (1885–1965)                                           | 20 tháng 12 1946 | 28 tháng 2 1950  | Công đảng (Hợp tác) | Attlee (I & II)                         |         |
|                                    |             | Quý ngài rất đáng kính Emanuel Shinwell Đại biểu Easington (1884–1986)                                                          | 28 tháng 2 1950  | 26 tháng 10 1951 | Công đảng           | Attlee (I & II)                         |         |
|                                    |             | Quý ngài rất đáng kính Winston Churchill OM CH TD DL FRS RA Đại biểu Woodford (1874–1965)                                       | 28 tháng 10 1951 | 1 tháng 3 1952   | Bảo thủ             | Churchill III                           |         |
|                                    |             | Thống tướng Quý ngài rất đáng kính Harold Alexander Đệ nhất Bá tước Alexander xứ Tunis KG GCB GCMG CSI DSO MC CD PC (1891–1969) | 1 tháng 3 1952   | 18 tháng 10 1954 | Không đảng phái     | Churchill III                           |         |
|                                    |             | Quý ngài rất đáng kính Harold Macmillan Đại biểu Bromley (1894–1986)                                                            | 18 tháng 10 1954 | 7 tháng 4 1955   | Bảo thủ             | Churchill III                           |         |
|                                    |             | Quý ngài rất đáng kính Selwyn Lloyd CBE QC Đại biểu Wirral (1904–1978)                                                          | 7 tháng 4 1955   | 20 tháng 12 1955 | Bảo thủ             | Eden                                    |         |
|                                    |             | Quý ngài rất đáng kính Sir Walter Monckton GCVO KCMG MC Đại biểu Bristol West (1891–1965)                                       | 20 tháng 12 1955 | 18 tháng 10 1956 | Bảo thủ             | Eden                                    |         |
|                                    |             | Quý ngài rất đáng kính Antony Head MC Đại biểu Carshalton (1906–1983)                                                           | 18 tháng 10 1956 | 9 tháng 1 1957   | Bảo thủ             | Eden                                    |         |
|                                    | không khung | Quý ngài rất đáng kính Duncan Sandys Đại biểu Streatham (1908–1987)                                                             | 13 tháng 1 1957  | 14 tháng 10 1959 | Bảo thủ             | Macmillan (I & II)                      |         |
|                                    |             | Quý ngài rất đáng kính Harold Watkinson Đại biểu Woking (1910–1995)                                                             | 14 tháng 10 1959 | 13 tháng 7 1962  | Bảo thủ             | Macmillan (I & II)                      |         |
|                                    |             | Quý ngài rất đáng kính Peter Thorneycroft Đại biểu Monmouth (1909–1994)                                                         | 13 tháng 7 1962  | 1 tháng 4 1964   | Bảo thủ             | Macmillan (I & II)                      |         |
| Douglas-Home                       |             | Quý ngài rất đáng kính Peter Thorneycroft Đại biểu Monmouth (1909–1994)                                                         | 13 tháng 7 1962  | 1 tháng 4 1964   | Bảo thủ             |                                         |         |

### Bộ trưởng Bộ Quốc phòng (1964–nay)
Chức vụ Bộ trưởng Bộ Quốc phòng (Secretary of State for Defence) được thành lập ngày 1/4/1964. Các chức vụ nội các trước đây Bộ trưởng Bộ Hải quân, Bộ trưởng Bộ Chiến tranh, và Bộ trưởng Bộ Không quân (chịu trách nhiệm Hải quân Hoàng gia, lực quân Hoàng gia và Không quân Hoàng gia tương ứng) được hợp nhất và Bộ Hải quân, Bộ Chiến tranh và Bộ Không quân đã bị bãi bỏ và các chức năng cũ được chuyển sang Bộ Quốc phòng.
| Chân dung    | Chân dung   | Tên (sinh–mất)                                                                                  | Nhiệm kỳ         | Nhiệm kỳ         | Đảng      | Nội các                               | Tham khảo     |
| ------------ | ----------- | ----------------------------------------------------------------------------------------------- | ---------------- | ---------------- | --------- | ------------------------------------- | ------------- |
|              |             | Quý ngài rất đáng kính Peter Thorneycroft Đại biểu Monmouth (1909–1994)                         | 1 tháng 4 1964   | 16 tháng 10 1964 | Bảo thủ   | Douglas-Home                          | [ 3 ]         |
|              |             | Quý ngài rất đáng kính Denis Healey MBE Đại biểu Leeds East (1917–2015)                         | 16 tháng 10 1964 | 19 tháng 6 1970  | Công đảng | Wilson (I & II)                       | [ 4 ]         |
|              |             | Quý ngài rất đáng kính Peter Carrington Nam tước Carrington đời thứ 6 KCMG MC PC DL (1919-2018) | 20 tháng 6 1970  | 8 tháng 1 1974   | Bảo thủ   | Heath                                 |               |
|              |             | Quý ngài rất đáng kính Ian Gilmour Đại biểu Central Norfolk (1926–2007)                         | 8 tháng 1 1974   | 4 tháng 3 1974   | Bảo thủ   | Heath                                 | [ 5 ]         |
|              |             | Quý ngài rất đáng kính Roy Mason Đại biểu Barnsley (1924–2015)                                  | 5 tháng 3 1974   | 10 tháng 9 1976  | Công đảng | Wilson (III & IV)                     | [ 6 ]         |
|              |             | Quý ngài rất đáng kính Fred Mulley Đại biểu Sheffield Park (1918–1995)                          | 10 tháng 9 1976  | 4 tháng 5 1979   | Công đảng | Callaghan                             | [ 7 ]         |
|              | không khung | Quý ngài rất đáng kính Francis Pym MC Đại biểu Cambridgeshire (1922–2008)                       | 5 tháng 5 1979   | 5 tháng 1 1981   | Bảo thủ   | Thatcher I                            | [ 8 ]         |
|              | không khung | Quý ngài rất đáng kính John Nott Đại biểu St Ives (sinh 1932)                                   | 5 tháng 1 1981   | 6 tháng 1 1983   | Bảo thủ   | Thatcher I                            | [ 9 ]         |
|              |             | Quý ngài rất đáng kính Michael Heseltine Đại biểu Henley (sinh 1933)                            | 6 tháng 1 1983   | 7 tháng 1 1986   | Bảo thủ   | Thatcher II                           | [ 10 ]        |
|              |             | Quý ngài rất đáng kính George Younger TD Đại biểu Ayr (1931–2003)                               | 7 tháng 1 1986   | 24 tháng 7 1989  | Bảo thủ   | Thatcher II                           | [ 11 ] [ 12 ] |
| Thatcher III |             | Quý ngài rất đáng kính George Younger TD Đại biểu Ayr (1931–2003)                               | 7 tháng 1 1986   | 24 tháng 7 1989  | Bảo thủ   |                                       | [ 11 ] [ 12 ] |
|              |             | Quý ngài rất đáng kính Tom King Đại biểu Bridgwater (sinh 1933)                                 | 24 tháng 7 1989  | 10 tháng 4 1992  | Bảo thủ   | [ 13 ]                                |               |
| Major I      |             | Quý ngài rất đáng kính Tom King Đại biểu Bridgwater (sinh 1933)                                 | 24 tháng 7 1989  | 10 tháng 4 1992  | Bảo thủ   | [ 13 ]                                |               |
|              |             | Quý ngài rất đáng kính Malcolm Rifkind QC Đại biểu Edinburgh Pentlands (sinh 1946)              | 10 tháng 4 1992  | 5 tháng 7 1995   | Bảo thủ   | Major II                              | [ 14 ]        |
|              |             | Quý ngài rất đáng kính Michael Portillo Đại biểu Enfield Southgate (sinh 1953)                  | 5 tháng 7 1995   | 2 tháng 5 1997   | Bảo thủ   | Major II                              | [ 15 ]        |
|              |             | Quý ngài rất đáng kính George Robertson Đại biểu Hamilton South (sinh 1946)                     | 3 tháng 5 1997   | 11 tháng 10 1999 | Công đảng | Blair (I–III)                         | [ 16 ]        |
|              |             | Quý ngài rất đáng kính Geoff Hoon Đại biểu Ashfield (sinh 1953)                                 | 11 tháng 10 1999 | 6 tháng 5 2005   | Công đảng | Blair (I–III)                         | [ 17 ]        |
|              |             | Quý ngài rất đáng kính John Reid Đại biểu Airdrie và Shotts (sinh 1947)                         | 6 tháng 5 2005   | 5 tháng 5 2006   | Công đảng | Blair (I–III)                         | [ 18 ]        |
|              |             | Quý ngài rất đáng kính Des Browne Đại biểu Kilmarnock and Loudoun (sinh 1952)                   | 5 tháng 5 2006   | 3 tháng 10 2008  | Công đảng | Blair (I–III)                         | [ 19 ]        |
| Brown        |             | Quý ngài rất đáng kính Des Browne Đại biểu Kilmarnock and Loudoun (sinh 1952)                   | 5 tháng 5 2006   | 3 tháng 10 2008  | Công đảng |                                       | [ 19 ]        |
|              |             | Quý ngài rất đáng kính John Hutton Đại biểu Barrow và Furness (sinh 1955)                       | 3 tháng 10 2008  | 5 tháng 6 2009   | Công đảng | [ 20 ]                                |               |
|              |             | Quý ngài rất đáng kính Bob Ainsworth Đại biểu Coventry North East (sinh 1952)                   | 5 tháng 6 2009   | 11 tháng 5 2010  | Công đảng | [ 21 ]                                |               |
|              |             | Quý ngài rất đáng kính Liam Fox Đại biểu North Somerset (sinh 1961)                             | 11 tháng 5 2010  | 14 tháng 10 2011 | Bảo thủ   | Cameron–Clegg (Bảo thủ–Dân chủ Tự do) | [ 22 ] [ 23 ] |
|              |             | Quý ngài rất đáng kính Philip Hammond Đại biểu Runnymede and Weybridge (sinh 1955)              | 14 tháng 10 2011 | 15 tháng 7 2014  | Bảo thủ   | Cameron–Clegg (Bảo thủ–Dân chủ Tự do) | [ 24 ] [ 25 ] |
|              |             | Quý ngài rất đáng kính Sir Michael Fallon KCB Đại biểu Sevenoaks (sinh 1952)                    | 15 tháng 7 2014  | 1 tháng 11 2017  | Bảo thủ   | Cameron–Clegg (Bảo thủ–Dân chủ Tự do) | [ 26 ] [ 27 ] |
| Cameron II   |             | Quý ngài rất đáng kính Sir Michael Fallon KCB Đại biểu Sevenoaks (sinh 1952)                    | 15 tháng 7 2014  | 1 tháng 11 2017  | Bảo thủ   |                                       | [ 26 ] [ 27 ] |
| May I        |             | Quý ngài rất đáng kính Sir Michael Fallon KCB Đại biểu Sevenoaks (sinh 1952)                    | 15 tháng 7 2014  | 1 tháng 11 2017  | Bảo thủ   |                                       | [ 26 ] [ 27 ] |
| May II       |             | Quý ngài rất đáng kính Sir Michael Fallon KCB Đại biểu Sevenoaks (sinh 1952)                    | 15 tháng 7 2014  | 1 tháng 11 2017  | Bảo thủ   |                                       | [ 26 ] [ 27 ] |
|              |             | Quý ngài rất đáng kính Gavin Williamson CBE Đại biểu South Staffordshire (sinh 1976)            | 2 tháng 11 2017  | 1 tháng 5 2019   | Bảo thủ   | [ 28 ] [ 29 ]                         |               |
|              |             | Quý ngài rất đáng kính Penny Mordaunt Đại biểu Portsmouth North (sinh 1973)                     | 1 tháng 5 2019   | 24 tháng 7 2019  | Bảo thủ   | [ 30 ]                                |               |
|              |             | Quý ngài rất đáng kính Ben Wallace Đại biểu Wyre và Preston North (1970-)                       | 24 tháng 7 2019  | Nay              | Bảo thủ   | Johnson I                             | [ 1 ]         |
| Johnson II   |             | Quý ngài rất đáng kính Ben Wallace Đại biểu Wyre và Preston North (1970-)                       | 24 tháng 7 2019  | Nay              | Bảo thủ   |                                       | [ 1 ]         |